# Уманка (Росія)
У́манка (рос. Уманка, башк. Уманка) — присілок у складі Міякинського району Башкортостану, Росія. Входить до складу Качегановської сільської ради.
Присілок заснований вихідцями із міста Умань 1910 року.
Населення — 22 особи (2010; 28 в 2002).
Національний склад:
- башкири — 50%